# Jizzax
Jizzakh (tiếng Uzbek: Jizzax/Жиззах, جىززﻩخ; tiếng Nga: Джизак, Dzhizak/Džizak) là một thành phố (dân số là 138,400 người vào năm 2004) và là trung tâm của Jizzakh ở Uzbekistan, nằm ở đông bắc của Samarkand. Dân số của Jizzax vào 24 tháng 4 năm 2014 là khoảng 152,642 người

## Lịch sử
Jizzakh là một giao lộ quan trọng trên Con đường tơ lụa trên tuyến đường nối Samarkand với Thung lũng Fergana. Nó nằm ở rìa của Mirzacho'l và nằm bên cạnh lộ trình chiến lược qua Jilanuti (cổng của Timur) ở [[Dãy Turkestan, kiểm soát việc tiếp cận với thung lũng Zeravshan, Samarkand và Bukhara.
Tên gọi Jizzakh nguồn gốc từ tiếng Sogdian nghĩa là "pháo đài nhỏ" và thành phố hiện nay được xây dựng vị trí trước đây là thị trấn thuộc về Osrushana. Sau khi người Ả Rập chinh phục được Sogdiana, Jizzakh phục vụ như là một thị trấn giữa việc du canh du cư và định cư nông dân. Người Ả Rập đã xây dựng một loạt các rabats (lô cốt) tại Jizzakh, nhà ở các Ghazi để bảo vệ người dân. Đến thế kỷ 19, những lô cốt đã phát triển thành một pháo đài lớn cho Đế chế Bukhara. Tướng người Nga Mikhail Chernyayev, the "Sư tử của Tashkent" đã thất bại trong nỗ lực đầu tiên của mình để có Jizzakh, nhưng thành công trong thử thứ hai của mình, với thiệt hại 6 người, chống lại 6000 chết cho đối phương. Thị trấn cũ chủ yếu đã bị phá hủy, các cư dân còn lại bị trục xuất và người Nga được đưa vào định cư.
Năm 1916, Jizzakh là trung tâm của một cuộc nổi dậy chống Nga, sau đó đã nhanh chóng bị dập tắt. Năm 1917, con trai người nổi tiếng nhất Jizzakh, Sharof Rashidov, thư ký tương lai của Đảng Cộng sản Uzbekistan, được sinh ra.
Jizzakh hiện đại là bình yên với cây xanh ở châu Âu với hầu như không có gì còn lại của thời đại tiền Rashidov. Thành phố này có hai trường đại học, với tổng số khoảng 7,000 sinh viên và là sân nhà của đội bóng đá Sogdiana Jizzakh hiện đang chơi trong Uzbek League (Oliy Liga).

## Khí hậu
| Dữ liệu khí hậu của Jizzakh (1981–2010) | Dữ liệu khí hậu của Jizzakh (1981–2010) | Dữ liệu khí hậu của Jizzakh (1981–2010) | Dữ liệu khí hậu của Jizzakh (1981–2010) | Dữ liệu khí hậu của Jizzakh (1981–2010) | Dữ liệu khí hậu của Jizzakh (1981–2010) | Dữ liệu khí hậu của Jizzakh (1981–2010) | Dữ liệu khí hậu của Jizzakh (1981–2010) | Dữ liệu khí hậu của Jizzakh (1981–2010) | Dữ liệu khí hậu của Jizzakh (1981–2010) | Dữ liệu khí hậu của Jizzakh (1981–2010) | Dữ liệu khí hậu của Jizzakh (1981–2010) | Dữ liệu khí hậu của Jizzakh (1981–2010) | Dữ liệu khí hậu của Jizzakh (1981–2010) |
| Tháng                                   | 1                                       | 2                                       | 3                                       | 4                                       | 5                                       | 6                                       | 7                                       | 8                                       | 9                                       | 10                                      | 11                                      | 12                                      | Năm                                     |
| --------------------------------------- | --------------------------------------- | --------------------------------------- | --------------------------------------- | --------------------------------------- | --------------------------------------- | --------------------------------------- | --------------------------------------- | --------------------------------------- | --------------------------------------- | --------------------------------------- | --------------------------------------- | --------------------------------------- | --------------------------------------- |
| Trung bình ngày tối đa °C (°F)          | 6.3 (43.3)                              | 8.9 (48.0)                              | 14.8 (58.6)                             | 22.2 (72.0)                             | 28.0 (82.4)                             | 33.7 (92.7)                             | 34.9 (94.8)                             | 33.4 (92.1)                             | 28.5 (83.3)                             | 22.0 (71.6)                             | 14.7 (58.5)                             | 8.1 (46.6)                              | 21.3 (70.3)                             |
| Tối thiểu trung bình ngày °C (°F)       | −1.8 (28.8)                             | −0.4 (31.3)                             | 4.6 (40.3)                              | 10.1 (50.2)                             | 14.5 (58.1)                             | 18.7 (65.7)                             | 20.2 (68.4)                             | 18.3 (64.9)                             | 13.0 (55.4)                             | 7.8 (46.0)                              | 3.5 (38.3)                              | −0.7 (30.7)                             | 9.0 (48.2)                              |
| Lượng Giáng thủy trung bình mm (inches) | 40.7 (1.60)                             | 50.4 (1.98)                             | 63.4 (2.50)                             | 57.7 (2.27)                             | 36.4 (1.43)                             | 10.7 (0.42)                             | 4.1 (0.16)                              | 1.0 (0.04)                              | 4.7 (0.19)                              | 20.0 (0.79)                             | 40.4 (1.59)                             | 51.8 (2.04)                             | 381.3 (15.01)                           |
| Số ngày giáng thủy trung bình           | 13                                      | 14                                      | 14                                      | 11                                      | 9                                       | 5                                       | 2                                       | 2                                       | 3                                       | 6                                       | 9                                       | 12                                      | 100                                     |
| Nguồn:                                  |                                         |                                         |                                         |                                         |                                         |                                         |                                         |                                         |                                         |                                         |                                         |                                         |                                         |

## Điểm tham quan du lịch chính
- Bảo tàng Tưởng niệm Sharof Rashidov
- Bảo tàng tỉnh

## Những người nổi tiếng sinh ra ở Jizzakh
- Patokh Chodiev
- Hamid Olimjon
- Sharof Rashidov